# Albany (Indiana)
Albany – miasto w Stanach Zjednoczonych, w stanie Indiana, w hrabstwie Randolph.